# Perabalda
Perabalda és una masia situada al municipi de Sant Mateu de Bages, a la comarca catalana del Bages.